# 올림푸스 C-740UZ

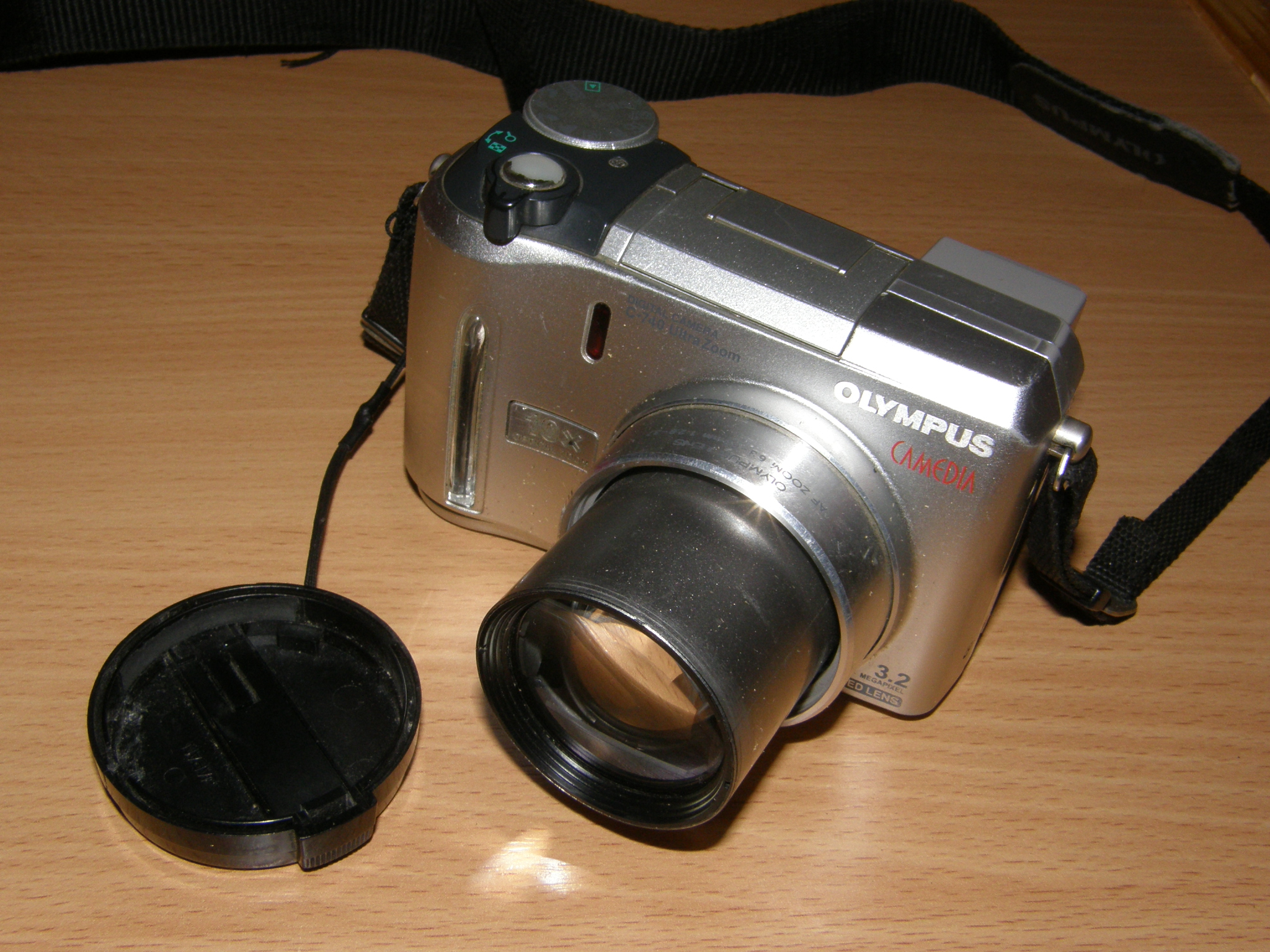

올림푸스 C-740UZ는 올림푸스에서 출시한 CAMEDIA C-740 Ultra Zoom은 울트라 줌 시리즈의 최신 모델이다. 간단한 조작으로 광학 10배줌을 지원하며 C-5050ZOOM에 탑재된 화상처리 기술이 채용된 제품이다.
새로운 울트라 줌 시리즈는 기존 올림푸스의 울트라 줌 시리즈에 비해 약 30% 가량의 체적이 줄어들었다. 이로 인해 휴대성이 상당히 증가했다. 새로운 디자인의 7군 11매의 렌즈에는 일안 레플렉스 카메라용 고급망원렌즈 등에 사용되고 있는 ED렌즈로 시작해 2매의 비구면 렌즈, 고굴절 렌즈, 저분산 렌즈, 멀티코팅 등이 사용되고 있다. 신개발 렌즈 구성에 의해 줌 배율이 고배율이 되고 초점거리가 늘어난 것으로 인해 발생하는 해상력의 저하와 수차를 개선하고 더 좋은 고화질을 실현하고 있다. 'TruePic 처리'와 함께 고품위 화상처리기술의 탑재에 의해 뛰어난 화질의 실현하고 있다.
올림푸스의 컴팩트 디지털 카메라의 수작인 ‘CAMEDIA C-5050ZOOM’에 탑재된 ‘고유 감마 테크놀로지’와 ‘어드밴스트 노이즈필터’에 의해 충실한 색의 재현과 노이즈가 적게 억제해 보다 해상도 높은 화상을 실현하고 있다. 그 외에 야경 촬영 시 특유의 노이즈를 제거하는 노이즈리덕션 기능과 셔터스피드와 플래시의 조광, ISO감도의 밸런스를 최적화시켜서 손의 흔들림을 경감하는 안티바이브레이션 프로그램도 탑재해 사용자들이 좀 더 편하게 좋은 영상을 만들 수 있도록 배려하고 있다. 샤프니스, 콘트라스트, 채도 등은 각기 +/- 5단계로 조정이 가능하며, 흑백, 세피아, 블랙 보드, 화이트 보드 등 다양한 기능을 지원해 품질 높은 이미지를 연출할 수 있다. 2-in-1 슈팅 모드로 스틸 이미지에서는 크기 조절/잘라내기를, 동영상에서는 편집, 색인 기능을 동시에 처리할 수 있다. 아울러 컨버전 렌즈와 방수프로텍터 등 새롭게 구성된 각종 악세사리를 구비하면 좀 더 다양한 환경에서의 촬영이 가능해진다.